# Stylonematophyceae
Stylonematophyceae es un grupo de algas rojas marinas que comprende tanto formas unicelulares como filamentosas. Es una de las tres clases (Porphyridiophyceae, Rhodellophyceae y Stylonematophyceae) con representantes unicelulares que contiene el subfilo Rhodophytina, las cuales se pueden distinguir entre sí por diferencias ultraestructurales, especialmente por la asociación del aparato de Golgi con otros orgánulos. Así, las células de Stylonematophyceae se caracterizan por cloroplastos de diversa morfología con o sin pirenoide y por la asociación del aparato de Golgi con las mitocondrias y el retículo endoplasmático. La reproducción es por división celular o por monosporas.